# Alexandre Siciliano Júnior
Alexandre Siciliano Júnior (Piracicaba, 20 de novembro de 1886 — ?, 8 de julho de 1963) foi um político brasileiro. Exerceu o mandato de deputado classista constituinte em 1934.
Sua mãe, Laura de Melo Coelho Siciliano, era filha de ricos fazendeiros paulistas. Já seu pai, Alexandre Siciliano, vivia no Brasil desde os nove anos de idade, apesar de ter nascido na Itália, e foi um importante industrial para São Paulo. Ajudou a fundar a Companhia Mecânica e Importadora de São Paulo e, posteriormente, participou da diretoria. Alexandre Siciliano pai fez parte do grupo que formulou o plano de valorização do café. Posteriormente, este plano passou a fazer parte do Convênio de Taubaté (1906) e, em 1916, recebeu o título de Conde do papa Bento XV.
Como era comum na elite brasileira do passado, Siciliano Júnior estudou em grandes colégios no Brasil e depois concluiu seus estudos na Europa. Em São Paulo, estudou no Ginásio Paulista (1898). Continuou os estudos na Europa, onde ficou por 14 anos. Frequentou o Instituto Hasselsches, de Frankfurt (Alemanha); o Instituto Wiget, de Rorschach, (Suíça), a Escola Cantonal de Saint Gallen e a Escola Politécnica de Zurique (Suíça); a Technische Hochschule, de Dresden. Se formou em engenharia civil em fevereiro de 1912, na Escola Politécnica de Karlsruhe, em Baden, na Alemanha.
Depois de receber o diploma como engenheiro civil, voltou ao Brasil, ainda em 1912, e passou a trabalhar na área de administração da Companhia Mecânica e Importadora de São Paulo. A empresa que Siciliano pai ajudou a fundar era pioneira no Brasil: fabricava máquinas agrícolas, realizava obras em cimento armado e produzia aço, e, ainda, exportava carnes congeladas.
Depois, como vice-presidente da empresa, foi morar em Londres em 1919 com o objetivo de dirigir a filial no territória inglês. O pai morreu em 1923, e, com isso, Siciliano filho passou a usar o título de conde (que foi confirmado pelo papa Pio XI). No mesmo ano retornou ao Brasil, e assumiu a presidência da companhia, apesar de já responder por ela há um ano.
As associações profissionais civis de nível estadual começaram a ser transformadas em federações, em 1931. Em São Paulo, foram os próprios industriais, como Alexandre Siciliano Júnior e Otávio Pupo Nogueira, que se encarregaram de implementar a mudança. Dessa forma, o Centro das Indústrias do Estado de São Paulo (CIESP) converteu-se na Federação das Indústrias do Estado de São Paulo (FIESP),
Luís Alves Pereira foi presidente e Roberto Simonsen foi seu vice da primeira diretoria da FIESP. Siciliano Júnior ficou como secretário do conselho consultivo. No mesmo ano, a FIESP e outras entidades nomeadas pelo governo, foram encarregadas de estudar a reforma da Lei de Férias, promulgada em 1923, e que não era popular entre os empresários. Siciliano Júnior, representando a FIESP, rejeitou a lei, sugerindo sua substituição por medidas de seguro social. Outra sugestão do conde foi a construção de vilas operárias, nas quais os aluguéis não ultrapassariam ⅓ ou ¼ do salário e seriam equipadas com creche e sistema de saúde (cooperativas).  
Nesse contexto,os colaboradores criaram sindicatos que foram aceitos por muitos empresários. Siciliano Filho declarou a importância dessas formações para a luta de classes. Porém, houve resistência em relação a atuação legal dos sindicatos nas questões trabalhistas e, com isso, a FIESP adotou posição contrária às convenções coletivas. Em troca, propôs a lei do salário mínimo, que atuaria de forma fundamental para evitar a exploração do empregado, segundo a instituição.
Em 1932, muitos industriais apoiaram a Revolução Constitucionalista. Dois dias após o início do movimento, 11 de julho, as classes conservadoras se reuniram e elaboraram um manifesto apoiando os revolucionários. Entre aqueles que assinaram o documento estão: os diretores da Associação Comercial, da FIESP, da Sociedade Rural Brasileira, da Associação Comercial de Varejistas, do Centro dos Comerciantes Atacadistas, da Liga de Defesa da Indústria, do Centro de Comércio e Indústria de Madeiras, do Sindicato Patronal de Indústrias Têxteis e, mais tarde, da Associação dos Industriais Metalúrgicos.
Além de ser um dos fundadores da Confederação Industrial do Brasil (CIB), Alexandre Siciliano Júnior foi eleito primeiro-secretário da diretoria da entidade depois de um anos de sua criação.
Em 1933, Siciliano Júnior participou da Convenção dos Sindicatos do Brasil. Fez dois discursos: um sobre minas, recursos hidráulicos e serviços públicos, e o segundo sobre os monopólios estatais.
Em 1933, a Assembléia foi instalada e Siciliano filho assumiu sua cadeira como constituinte.  Em janeiro de 1935, realizaram-se as eleições dos representantes industriais à Câmara dos Deputados e quatro suplentes, entre os quais se incluía Siciliano Júnior.
Foi membro da Associação Comercial de São Paulo e integrou também, em 1936, o conselho deliberativo da entidade.

## A comissão dos 11
A Comissão dos 11 foi criada pelo governo, em 1933,  para rever um contrato com a Itabira Iron Ore Company, uma vez que houve conclusões contraditórias na avaliação de outras duas comissões anteriores. Siciliano Júnior e Francisco de Oliveira Passos, foram nomeados membros representantes dos proprietários de usinas siderúrgicas.
O Governo Provisório de Getúlio Vargas não deu andamento ao contrato. Preferiram esperar a volta do país ao regime constitucional para entregar a solução do problema ao Poder Legislativo. Apesar da promulgação da Constituição, o contrato da Itabira foi renegociado apenas durante o Estado Novo, com a transferência de todo o patrimônio da empresa para a União.

## Mídia e produções próprias
Foi colaborador de jornais e revistas, onde assinou artigos sobre economia, finanças e legislação social. Em 1931, publicou o livro Agricultura, comércio e indústria no Brasil, onde falava diretamente aos fazendeiros sobre a necessidade de uma tarifa protecionista e tentava convencê-los. Essa tarifa consistia em uma taxação maior sobre os produtos industrializados importados similares aos nacionais, assim favoreceria a indústria nacional e aumentaria a arrecadação. Como consequência, haveria uma redução nas tarifas sobre importações não competitivas do interesse dos agricultores. Outro estudo deixado foi Valorização do café, São Paulo, 1903.